# Устеево
Усте́ево — деревня в Пашском сельском поселении Волховского района Ленинградской области.

## История
Деревня Устиева упоминается на карте Санкт-Петербургской губернии Ф. Ф. Шуберта 1834 года.

БАРДИНЩИНА (УСТЬЕВО) — деревня принадлежит генерал-майорше Бегичевой, число жителей по ревизии: 53 м. п., 40 ж. п. (1838 год)

Деревня Устиева отмечена на карте Ф. Ф. Шуберта 1844 года.

БАРДИНЩИНА (УСТЬЕВО) — деревня статского советника Мордвинова, по просёлочной дороге, число дворов — 10, число душ — 37 м. п. (1856 год)

УСТИЕВО — деревня владельческая при реке Паше, число дворов — 13, число жителей: 33 м. п., 39 ж. п. (1862 год)

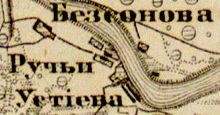
Деревня Устеево на карте 1863 года

Согласно карте из «Исторического атласа Санкт-Петербургской Губернии» 1863 года деревня называлась Устиева.
В 1864—1866 годах временнообязанные крестьяне деревни выкупили свои земельные наделы у П. И. Мордвинова и стали собственниками земли.
Сборник Центрального статистического комитета описывал её так:

УСТЕЕВА (БАРДИНЩИНА) — деревня бывшая владельческая при реке Паше, дворов — 15, жителей — 90; лавка. (1885 год)

Согласно епархиальным сведениям 1899 года деревня относилась к приходу церкви Рождества Христова Пашского погоста в Надкопанье.
В конце XIX — начале XX века деревня административно относилась к Доможировской волости 3-го стана Новоладожского уезда Санкт-Петербургской губернии.
По данным «Памятной книжки Санкт-Петербургской губернии» за 1905 год Устеево, оно же Бардинщина, являлось селом.
В 1917 году деревня входила в состав Доможировской волости Новоладожского уезда.
С 1917 по 1923 год деревня Устеево входила в состав Устеевского сельсовета Пашской волости.
С 1923 года в составе Ручьянского сельсовета Пашской волости Волховского уезда.
С 1924 года в составе Пашского сельсовета.
С 1927 года в составе Пашского района.
По данным 1933 года деревня Устеево входила в состав Пашского сельсовета Пашского района.

Земли деревни Устеево на карте РККА 1940 года

С 1955 года в составе Новоладожского района.
В 1950 году население деревни составляло 152 человека.
В 1958 году население деревни составляло 74 человека.
С 1963 года в составе Волховского района.
По данным 1966, 1973 и 1990 годов деревня Устеево также входила в состав Пашского сельсовета Волховского района.
В 1997 году в деревне Устеево Пашской волости проживали 14 человек, в 2002 году — 13 человек (все русские).
В 2007 году в деревне Устеево Пашского СП — 9, в 2010 году — 12 человек.

## География
Деревня расположена в северо-восточной части района близ автодороги 41К-021 (Паша — Часовенское — Кайвакса).
Расстояние до административного центра поселения — 5 км.
Расстояние до ближайшей железнодорожной станции Паша — 4 км.
Деревня находится на левом берегу реки Паша.

## Демография
| 1838 | 1862 | 1885 | 1997 | 2002 | 2007 | 2010 |
| ---- | ---- | ---- | ---- | ---- | ---- | ---- |
| 93   | ↘72  | ↗90  | ↘14  | ↘13  | ↘9   | ↗12  |
| 2012 | 2017 |      |      |      |      |      |
| ↘7   | →7   |      |      |      |      |      |

### Национальный состав
Согласно данным Всероссийской переписи населения 2021 года в деревне проживали 6 человек, все русские.